# Mondd el
Mondd el (węg. Powiedz) – czwarty album węgierskiego zespołu Bikini. Został wydany w 1987 roku na MC i LP, a w 1997 nastąpiło jego wydanie na CD.

## Lista utworów
1. „Ébredés után” (4:04)
2. „Óriások és törpék” (3:09)
3. „Megüssem vagy ne üssem” (3:33)
4. „Mondd el” (3:56)
5. „Fagyi” (2:43)
6. „Szavakat kiáltok” (3:22)
7. „Lóhere” (3:27)
8. „Adj helyet...” (3:32)
9. „Nehéz a dolga” (3:19)

## Skład
- Lajos D. Nagy (wokal)
- József Vedres (gitara)
- Alajos Németh (gitara basowa, syntezator)
- Péter Gallai (instrumenty klawiszowe)
- Bertalan Hirleman (instrumenty perkusyjne)
- Dénes Makovics (saksofon)
- Béla Nikolits (instrumenty perkusyjne)